# Beker van Djibouti
De Beker van Djibouti is het nationale voetbalbekertoernooi van Djibouti en wordt sinds 1988 georganiseerd door de Fédération Djiboutienne de Football. Zoals de meeste bekercompetities wordt met het knock-outsysteem gespeeld.

## Finales
| Jaar | Winnaar                            | Uitslag(en)    | Finalist                         |
| ---- | ---------------------------------- | -------------- | -------------------------------- |
| 1988 | AS Port                            | 0-0 ns (4-3)   | ACPM                             |
| 1989 | AS Port                            | 4-2            | Chemin de Fer Djibouto-Ethiopien |
| 1990 |                                    |                |                                  |
| 1991 | Aéroport                           | 2-1            | AS Port                          |
| 1992 | AS Compagnie Djibouti-Ethiopie     | 4-3            | AS Etablissements Merill         |
| 1993 | Force Nationale Securité           |                | ONED                             |
| 1994 | Balbala                            | 0-0 ns (5-4)   | AS Ali-Sabieh                    |
| 1995 | Balbala                            |                |                                  |
| 1996 | Balbala                            |                |                                  |
| 1997 | Force Nationale de Police          |                |                                  |
| 1998 | Force Nationale de Police          |                |                                  |
| 1999 | Balbala                            |                |                                  |
| 2000 | AS Port                            |                |                                  |
| 2001 | Chemin de Fer Djibouto-Ethiopien   |                |                                  |
| 2002 | Jeunesse Espoir                    |                | Chemin de Fer Djibouto-Ethiopien |
| 2003 | AS Borreh                          | 1-1 ns (5-4)   | AS Ali-Sabieh                    |
| 2004 | Chemin de Fer Djibouto-Ethiopien   | 6-2            | AS Borreh                        |
| 2005 | Poste de Djibouti                  | 2-0            | AS Port                          |
| 2006 | AS Ali-Sabieh                      | 3-0            | Gendarmerie Nationale            |
| 2007 | FC Société Immobilière de Djibouti | 1-1 ns (4-3)   | Chemin de Fer-Colas              |
| 2008 | Chemin de Fer-Colas                | 1-1 ns (4-3)   | Guelleh Batal                    |
| 2009 | Guelleh Batal                      | 0-0 ns (13-12) | AS Ali-Sabieh                    |
| 2010 | AS Port                            | 3-2            | Guelleh Batal                    |
| 2011 | AS Port                            | 2-0            | AS Ali-Sabieh/Djibouti Télécom   |
| 2012 | Guelleh Batal                      | 2-1            | AS Ali-Sabieh/Djibouti Télécom   |
| 2013 | AS Port                            | 1-1 ns (4-3)   | AS Ali-Sabieh/Djibouti Télécom   |

Algerije ·
Angola ·
Benin ·
Botswana ·
Burkina Faso ·
Burundi ·
Centraal-Afrikaanse Republiek ·
Comoren ·
Congo-Brazzaville ·
Congo-Kinshasa ·
Djibouti ·
Egypte ·
Equatoriaal-Guinea ·
Ethiopië ·
Gabon ·
Gambia ·
Ghana ·
Guinee ·
Guinee-Bissau ·
Ivoorkust ·
Kameroen ·
Kenia ·
Lesotho ·
Liberia ·
Libië ·
Madagaskar ·
Mali ·
Marokko ·
Mauritanië ·
Mauritius ·
Mozambique ·
Namibië ·
Niger ·
Nigeria ·
Oeganda ·
Réunion ·
Rwanda ·
Sao Tomé en Principe ·
Senegal ·
Seychellen ·
Sierra Leone ·
Soedan ·
Somalië ·
Swaziland ·
Tanzania ·
Togo ·
Tsjaad ·
Tunesië ·
Zambia ·
Zimbabwe ·
Zuid-Afrika